# EXACTO
EXACTO (Akronym aus den Wörtern EXtreme ACcuracy Tasked Ordnance) ist ein Forschungsprojekt der DARPA zur Entwicklung eines Systems aus einem Scharfschützengewehr und zugehöriger präzisionsgelenkter Munition. Das 22 Millionen US-Dollar teure Projekt (Stand 2009) wird von Lockheed Martin und Teledyne Scientific & Imaging entwickelt.
Die Waffe im Kaliber .50 Browning verschießt aktiv gelenkte Munition, die ein per Laser markiertes Ziel ansteuert. Das Projektil manövriert dazu im Flug und ermöglicht dadurch eine hohe Zielgenauigkeit auf großer Distanz und gegen sich bewegende Ziele.
Neuartig an dem System ist die Möglichkeit, auch nach dem Verlassen des Laufs die Flugbahn des Geschosses zu verändern. So ist es der Gewehrkugel nicht nur möglich, jeder Schussbahnbeeinflussung, wie z. B. Wind, entgegenzuwirken, sondern sogar ein gewähltes Ziel, auf das nicht direkt gezielt wurde, selbst anzusteuern.
Über die Munition sowie die verwendete Steuerungstechnik ist aus Gründen der Geheimhaltung nur wenig bekannt. Im Gegensatz zu ähnlichen Projekten, die auf Glattrohrwaffen setzen, kommt bei EXACTO ein normales Gewehr mit gezogenem Lauf zum Einsatz. Das Projektil muss so, während es sich dreht, das Ziel erkennen und ansteuern können. Dazu könnte der Schwerpunkt der Kugel in Resonanz mit ihrem Drall verändert werden oder die Form durch Piezoelemente entsprechend angepasst werden.
Das von DARPA veröffentlichte Material zeigte eine Waffe, deren Schütze bewusst daneben zielte, sodass die Gewehrkugel ihre Flugbahn automatisch ausgleichen musste. Man geht davon aus, dass EXACTO die Treffgenauigkeit von Scharfschützen auf große Distanz drastisch erhöht. Auch einem unerfahrenen Schützen soll es so im ersten Versuch gelungen sein, ein weit entferntes, sich bewegendes Ziel zu treffen. In einem nächsten Schritt hat DARPA geplant, den Test der neuen Waffentechnologie unter realen Bedingungen durchzuführen. Im Jahr 2015 ging die DARPA davon aus, dass auch ungeübte Schützen, die das System zum ersten Mal benutzen, durch die Flug-Nachsteuerung des Geschosses bewegliche Ziele zuverlässig treffen können. Allerdings hat DARPA nach 2014 keinerlei Details zum Aufbau und der Wirkweise der Geschosse mehr preisgegeben.